# تنها (فیلم دلهره‌آور ۲۰۲۰)
تنها (به انگلیسی: Alone) یک فیلم دلهره‌آور آمریکایی محصول سال ۲۰۲۰ به کارگردانی جان هایمز، بر اساس فیلمنامه‌ای از ماتیاس اولسون است. ژول ویلکاکس در این فیلم نقش زن جوانی را بازی می‌کند که ناامیدانه سعی می‌کند از یک شکارچی قاتل (مارک منچاکا) در بیابان فرار کند. در ۱۸ سپتامبر ۲۰۲۰ توسط مگنولیا پیکچرز در ایالات متحده منتشر شد.

## داستان
یک زن جوان در سفر، توسط قاتلی ربوده می‌شود و تنها راه فراری که دارد طبیعت است، حال باید در طبیعت زنده بماند…